# Wisemen
Wisemen is een single van James Blunt. De single kwam uit in 2006 en werd in vrijwel geheel Europa een hit.
In Nederland werd de single op 1 april 2006 verkozen tot de 1875e Alarmschijf van de week op Radio 538 en in week 13 van 2006 was de single de 666e Megahit van de week op 3FM. De single stond 17 weken in de Nederlandse Top 40 en behaalde de 9e positie. In de Mega Top 50 op 3FM stond de single 21 weken genoteerd met als hoogste notering de 17e positie. In België werden de beide Vlaamse hitlijsten niet bereikt.

## Hitnoteringen

### Nederlandse Top 40
| Wisemen in de Nederlandse Top 40 - binnen: 8 april 2006 | Wisemen in de Nederlandse Top 40 - binnen: 8 april 2006 | Wisemen in de Nederlandse Top 40 - binnen: 8 april 2006 | Wisemen in de Nederlandse Top 40 - binnen: 8 april 2006 | Wisemen in de Nederlandse Top 40 - binnen: 8 april 2006 | Wisemen in de Nederlandse Top 40 - binnen: 8 april 2006 | Wisemen in de Nederlandse Top 40 - binnen: 8 april 2006 | Wisemen in de Nederlandse Top 40 - binnen: 8 april 2006 | Wisemen in de Nederlandse Top 40 - binnen: 8 april 2006 | Wisemen in de Nederlandse Top 40 - binnen: 8 april 2006 | Wisemen in de Nederlandse Top 40 - binnen: 8 april 2006 | Wisemen in de Nederlandse Top 40 - binnen: 8 april 2006 | Wisemen in de Nederlandse Top 40 - binnen: 8 april 2006 | Wisemen in de Nederlandse Top 40 - binnen: 8 april 2006 | Wisemen in de Nederlandse Top 40 - binnen: 8 april 2006 | Wisemen in de Nederlandse Top 40 - binnen: 8 april 2006 | Wisemen in de Nederlandse Top 40 - binnen: 8 april 2006 | Wisemen in de Nederlandse Top 40 - binnen: 8 april 2006 | Wisemen in de Nederlandse Top 40 - binnen: 8 april 2006 |
| Week                                                    | 1                                                       | 2                                                       | 3                                                       | 4                                                       | 5                                                       | 6                                                       | 7                                                       | 8                                                       | 9                                                       | 10                                                      | 11                                                      | 12                                                      | 13                                                      | 14                                                      | 15                                                      | 16                                                      | 17                                                      |                                                         |
| ------------------------------------------------------- | ------------------------------------------------------- | ------------------------------------------------------- | ------------------------------------------------------- | ------------------------------------------------------- | ------------------------------------------------------- | ------------------------------------------------------- | ------------------------------------------------------- | ------------------------------------------------------- | ------------------------------------------------------- | ------------------------------------------------------- | ------------------------------------------------------- | ------------------------------------------------------- | ------------------------------------------------------- | ------------------------------------------------------- | ------------------------------------------------------- | ------------------------------------------------------- | ------------------------------------------------------- | ------------------------------------------------------- |
| Positie                                                 | 23                                                      | 13                                                      | 13                                                      | 9                                                       | 12                                                      | 12                                                      | 14                                                      | 14                                                      | 13                                                      | 13                                                      | 17                                                      | 19                                                      | 21                                                      | 21                                                      | 24                                                      | 26                                                      | 34                                                      | uit                                                     |

### Mega Top 50
| Wisemen in de Mega Top 50 - binnen: 8 april 2006 | Wisemen in de Mega Top 50 - binnen: 8 april 2006 | Wisemen in de Mega Top 50 - binnen: 8 april 2006 | Wisemen in de Mega Top 50 - binnen: 8 april 2006 | Wisemen in de Mega Top 50 - binnen: 8 april 2006 | Wisemen in de Mega Top 50 - binnen: 8 april 2006 | Wisemen in de Mega Top 50 - binnen: 8 april 2006 | Wisemen in de Mega Top 50 - binnen: 8 april 2006 | Wisemen in de Mega Top 50 - binnen: 8 april 2006 | Wisemen in de Mega Top 50 - binnen: 8 april 2006 | Wisemen in de Mega Top 50 - binnen: 8 april 2006 | Wisemen in de Mega Top 50 - binnen: 8 april 2006 | Wisemen in de Mega Top 50 - binnen: 8 april 2006 | Wisemen in de Mega Top 50 - binnen: 8 april 2006 | Wisemen in de Mega Top 50 - binnen: 8 april 2006 | Wisemen in de Mega Top 50 - binnen: 8 april 2006 | Wisemen in de Mega Top 50 - binnen: 8 april 2006 | Wisemen in de Mega Top 50 - binnen: 8 april 2006 | Wisemen in de Mega Top 50 - binnen: 8 april 2006 | Wisemen in de Mega Top 50 - binnen: 8 april 2006 | Wisemen in de Mega Top 50 - binnen: 8 april 2006 | Wisemen in de Mega Top 50 - binnen: 8 april 2006 | Wisemen in de Mega Top 50 - binnen: 8 april 2006 |
| Week                                             | 1                                                | 2                                                | 3                                                | 4                                                | 5                                                | 6                                                | 7                                                | 8                                                | 9                                                | 10                                               | 11                                               | 12                                               | 13                                               | 14                                               | 15                                               | 16                                               | 17                                               | 18                                               | 19                                               | 20                                               | 21                                               |                                                  |
| ------------------------------------------------ | ------------------------------------------------ | ------------------------------------------------ | ------------------------------------------------ | ------------------------------------------------ | ------------------------------------------------ | ------------------------------------------------ | ------------------------------------------------ | ------------------------------------------------ | ------------------------------------------------ | ------------------------------------------------ | ------------------------------------------------ | ------------------------------------------------ | ------------------------------------------------ | ------------------------------------------------ | ------------------------------------------------ | ------------------------------------------------ | ------------------------------------------------ | ------------------------------------------------ | ------------------------------------------------ | ------------------------------------------------ | ------------------------------------------------ | ------------------------------------------------ |
| Positie                                          | 63                                               | 27                                               | 30                                               | 31                                               | 17                                               | 22                                               | 23                                               | 20                                               | 19                                               | 25                                               | 29                                               | 36                                               | 41                                               | 40                                               | 45                                               | 47                                               | 56                                               | 60                                               | 60                                               | 69                                               | 99                                               | uit                                              |

### NPO Radio 2 Top 2000
| Nummer met noteringen in de NPO Radio 2 Top 2000 | '09  | '10 | '11  | '12 | '13  |
| ------------------------------------------------ | ---- | --- | ---- | --- | ---- |
| Wisemen                                          | 1849 | -   | 1828 | -   | 1877 |

1. ↑  Een '-' betekent dat het nummer niet was genoteerd en een vetgedrukt getal geeft de hoogste notering aan.
2. ↑  2009 was het eerste jaar met een notering voor dit nummer.
3. ↑  Deze tabel is bijgewerkt tot en met de laatste editie (2024).